# Pellegro Piola
Pour les articles homonymes, voir Piola (famille) et Piola.
Pellegrino Piola ou Pellegro Piola dit Il Pellegro (Gênes, 1617/1625 -  Gênes, novembre 1640) est un peintre italien baroque de l'école génoise, le frère aîné de Domenico Piola.

## Biographie
Pellegro Piola commence son apprentissage à douze ans auprès de Domenico et de Giovanni Battista Capellino.
Il travaille ensuite avec son frère à la Casa Piola, leur atelier réputé à Gênes.
Il meurt assassiné dans une dispute à Gênes, peut-être déclenchée par la jalousie d'un de ses maîtres ou d'un peintre plus âgé et envieux de son art, qui pourrait être Giovanni Battista Bianco.

## Hommages
- Paul de Musset (1804-1880) le cite dans En voiturin : voyage en Italie et en Sicile (1885)
- Honoré de Balzac le cite dans :

- Béatrix (1839), comme ayant été assassiné par le Carlone, jaloux de lui ;
- Le Cabinet des Antiques  (1838) : « La madone de Piola, ce grand peintre génois, assassiné par jalousie au moment où il était en train de donner une seconde édition de Raphaël, cette madone la plus chaste de toutes et qui se voit à peine sous sa vitre dans une petite rue de Gênes, cette céleste madone était une Messaline comparée à la duchesse de Maufrigneuse. »

## Sources
- (en) Cet article est partiellement ou en totalité issu de l’article de Wikipédia en anglais intitulé « Pellegrino Piola » (voir la liste des auteurs).